# Nassim Lyes
Nassim Si Ahmed (Nîmes, 3 giugno 1988) è un attore francese.

## Biografia
Nassim Lyes nasce il 3 giugno 1988 a Nîmes, nel Gard. I suoi genitori sono originari dell'Algeria. È il più giovane di quattro fratelli. Cresce nel quartiere del Mas de Mingue, dove frequenta la scuola primaria e la scuola media. Dopo aver ottenuto il bac ES e aver trascorso un anno a studiare giurisprudenza, tenta la sua fortuna come attore a Parigi.
Nel 2009, vince il campionato di Francia junior di kick-boxing, nella categoria dei 67 kg, presso la sala Japy del 11° arrondissement di Parigi.
Nassim Lyes si trasferisce a Parigi nel 2008, dove partecipa a numerose audizioni: ottiene vari impieghi, come venditore in fast-food o cameriere, prima di essere notato dal regista Tristan Aurouet, che gli affida uno dei ruoli principali, al fianco di Jean-Hugues Anglade e Gilles Lellouche, in Mineurs 27 nel 2011.
Nel 2012, interpreta Malik, un giovane metrosexuale dal fisico attraente, nella prima stagione della serie televisiva Les Lascars, diretta da Tristan Aurouet. Nello stesso anno, appare nella web series En passant pécho, in cui incarna Cokeman, un appassionato di stupefacenti "completamente fuori di testa" — un ruolo che riprenderà nel film omonimo, accanto a Fred Testot, Bun Hay Mean e Vincent Desagnat, trasmesso su Netflix nel 2021. Sempre per la televisione, diventa Elliot in Talons aiguilles et bottes de paille.
Nel 2013, ha interpretato un ruolo secondario al fianco di Eddy Mitchell e Reda Kateb in Les Petits Princes di Vianney Lebasque. In televisione, appare come ladro nell'episodio Les Yeux dans le dos della serie Léo Matteï, Brigade des mineurs.
Nel 2014, insieme a Xavier Robic, forma una coppia omosessuale nella miniserie Hôtel de la plage, il feuilleton estivo di France 2.
Nel 2015, interpreta Driss, un giovane di periferia manipolato per far parte di una cellula jihadista, in Made in France - Obiettivo Parigi di Nicolas Boukhrief, un film sul terrorismo.
Nel 2016, interpreta Nordine nella webserie Force et Honneur, accanto a Lacrim, e ottiene il ruolo di Selim per la serie Marseille.
Nel 2020, è una delle dieci vittime nella miniserie di 6 episodi They Were Ten (Ils étaient dix), trasmessa su M6. Si tratta dell'adattamento del romanzo omonimo di Agatha Christie (1939). Per questo ruolo, si apprende che, ad agosto 2021, alla vigilia delle riprese, Nassim Si Ahmed è stato chiamato all'ultimo minuto per sostituire Pierre Perrier, che si era ferito al viso cadendo su dei ciottoli durante una passeggiata.

## Filmografia
- Mineurs 27, regia di Tristan Aurouet (2011)
- Les Petits Princes, regia di Vianney Lebasque (2013)
- Made in France - Obiettivo Parigi, regia di Nicolas Boukhrief (2015)
- Quasi nemici - L'importante è avere ragione, regia di Yvan Attal (2017)
- Sposami, stupido! (Épouse-moi mon pote), regia di Tarek Boudali (2017)
- Vaurien, regia di Mehdi Senoussi (2018)
- Jusqu'ici tout va bien, regia di Mohamed Hamidi (2019)
- Junk Love, regia di Pierre de Suzzoni (2019)
- Kandisha, regia di Alexandre Bustillo e Julien Maury (2020)
- En Passant Pécho: Les Carottes Sont Cuites, regia di Julien Royal (2021)
- Il materiale emotivo, regia di Sergio Castellitto (2021)
- L'ultimo mercenario (Le Dernier Mercenaire), regia di David Charhon (2021)
- Birds of Paradise, regia di Sarah Adina Smith (2021)
- Overdose, regia di Olivier Marchal (2022)
- Les Segpa, regia di Ali e Hakim Bougheraba (2022)
- 16 Ans, regia di Philippe Lioret (2023)
- Farang, regia di Xavier Gens (2023)
- Nouveaux Riches, regia di Julien Royal (2023)
- Under Paris (Sous la Seine), regia di Xavier Gens (2024)
- Ad vitam, regia di Rodolphe Lauga (2025)